# Liste der portugiesischen Vorschläge für die Oscar-Nominierung in der Kategorie bester internationaler Film
Die Liste der portugiesischen Vorschläge für die Oscar-Nominierung in der Kategorie bester internationaler Film (bis 2019 bester fremdsprachiger Film) führt alle bei der Academy of Motion Picture Arts and Sciences (AMPAS) für die Kategorie des besten internationalen Film eingereichten Werke des Portugiesischen Films.
Portugal reicht seit 1980 einen eigenen Vorschlag für die seit 1948 jährlich vergebenen Oscarverleihungen ein. Seit 2007 trifft ein Komitee aus Mitgliedern der Academy aus allen Vorschlägen in einem zweistufigen Auswahlverfahren eine Vorauswahl und wählt neun Filme aus, die sie über eine Shortlist veröffentlicht, aus der schließlich die fünf Nominierungen ausgewählt werden.
Die Auswahl des portugiesischen Vorschlags trifft die Academia Portuguesa das Artes e Ciências Cinematográficas, meist nur Academia Portuguesa de Cinema (Portugiesisch für: Portugiesische Filmakademie) genannt. Sie beruft dazu jedes Jahr ein neu zusammengestelltes Gremium aus Filmschaffenden verschiedener Produktionsbereiche des portugiesischen Films zusammen, die eine Liste an potentiellen Kandidaten aufstellen. Alle aktiven Mitglieder der Akademie wählen dann in einer offenen Abstimmung den Vorschlagskandidaten des Jahres.
Bislang wurden 38 portugiesische Filme eingereicht, von denen bisher keiner auf die Nominierungsliste gelangte (Stand 2021).

## Portugiesische Vorschläge
| Jahr der Verleihung | Film                                      | Originaltitel                   | Regisseur                           | Produktionsland                                                        | Ergebnis        |
| ------------------- | ----------------------------------------- | ------------------------------- | ----------------------------------- | ---------------------------------------------------------------------- | --------------- |
| 1981                | Versunkener Morgen                        | Manhã Submersa                  | Lauro António                       | Portugal                                                               | Nicht nominiert |
| 1983                | Francisca                                 | Francisca                       | Manoel de Oliveira                  | Portugal                                                               | Nicht nominiert |
| 1984                | Ohne Schatten von Sünde                   | Sem Sombra de Pecado            | José Fonseca e Costa                | Portugal                                                               | Nicht nominiert |
| 1985                | O Lugar do Morto                          | O Lugar do Morto                | António-Pedro Vasconcelos           | Portugal                                                               | Nicht nominiert |
| 1986                | Ana                                       | Ana                             | Margarida Cordeiro und António Reis | Portugal                                                               | Nicht nominiert |
| 1989                | Harte Zeiten für unsere Zeiten            | Tempos Difíceis                 | João Botelho                        | Portugal, Vereinigtes Königreich                                       | Nicht nominiert |
| 1990                | Die Kannibalen                            | Os Canibais                     | Manoel de Oliveira                  | Portugal, Frankreich, BR Deutschland, Italien, Schweiz                 | Nicht nominiert |
| 1991                | O Processo do Rei                         | O Processo do Rei               | João Mário Grilo                    | Portugal, Frankreich, BR Deutschland, Italien                          | Nicht nominiert |
| 1992                | Das Blut                                  | O Sangue                        | Pedro Costa                         | Portugal                                                               | Nicht nominiert |
| 1993                | Tag der Verzweiflung                      | O Dia do Desespero              | Manoel de Oliveira                  | Portugal, Frankreich                                                   | Nicht nominiert |
| 1994                | Am Ufer des Flusses                       | Vale Abraão                     | Manoel de Oliveira                  | Portugal, Frankreich, Schweiz                                          | Nicht nominiert |
| 1995                | Três Palmeiras                            | Três Palmeiras                  | João Botelho                        | Portugal, Frankreich                                                   | Nicht nominiert |
| 1996                | Die göttliche Komödie                     | A Comédia de Deus               | João César Monteiro                 | Portugal, Frankreich, Italien, Dänemark                                | Nicht nominiert |
| 1998                | Reise an den Anfang der Welt              | Viagem ao princípio do mundo    | Manoel de Oliveira                  | Portugal, Frankreich                                                   | Nicht nominiert |
| 1999                | Unruhe                                    | Inquietude                      | Manoel de Oliveira                  | Portugal, Frankreich, Spanien, Schweiz                                 | Nicht nominiert |
| 2000                | Os Mutantes – Kinder der Nacht            | Os Mutantes                     | Teresa Villaverde                   | Portugal, Frankreich                                                   | Nicht nominiert |
| 2001                | Tarde Demais                              | Tarde Demais                    | José Nascimento                     | Portugal                                                               | Nicht nominiert |
| 2002                | Camarate                                  | Camarate                        | Luís Filipe Rocha                   | Portugal                                                               | Nicht nominiert |
| 2003                | O Delfim                                  | O Delfim                        | Fernando Lopes                      | Portugal, Frankreich                                                   | Nicht nominiert |
| 2004                | Um Filme Falado – Reise nach Bombay       | Um Filme Falado                 | Manoel de Oliveira                  | Portugal                                                               | Nicht nominiert |
| 2005                | O Milagre segundo Salomé                  | O Milagre segundo Salomé        | Mário Barroso                       | Portugal, Frankreich                                                   | Nicht nominiert |
| 2006                | Noite Escura                              | Noite Escura                    | João Canijo                         | Portugal                                                               | Nicht nominiert |
| 2007                | Alice                                     | Alice                           | Marco Martins                       | Portugal                                                               | Nicht nominiert |
| 2008                | Belle Toujours                            | Belle Toujours                  | Manoel de Oliveira                  | Portugal                                                               | Nicht nominiert |
| 2009                | Aquele Querido Mês de Agosto              | Aquele Querido Mês de Agosto    | Miguel Gomes                        | Portugal, Frankreich                                                   | Nicht nominiert |
| 2010                | Um Amor de Perdição                       | Um Amor de Perdição             | Mário Barroso                       | Portugal, Brasilien                                                    | Nicht nominiert |
| 2011                | To Die Like a Man                         | Morrer Como Um Homem            | João Pedro Rodrigues                | Portugal, Frankreich                                                   | Nicht nominiert |
| 2012                | José e Pilar                              | José e Pilar                    | Miguel Gonçalves Mendes             | Portugal, Spanien, Brasilien                                           | Nicht nominiert |
| 2013                | Sangue do Meu Sangue                      | Sangue do Meu Sangue            | João Canijo                         | Portugal                                                               | Nicht nominiert |
| 2014                | Lines of Wellington – Sturm über Portugal | Linhas de Wellington            | Valeria Sarmiento                   | Portugal, Frankreich                                                   | Nicht nominiert |
| 2015                | E Agora? Lembra-me                        | E Agora? Lembra-me              | Joaquim Pinto                       | Portugal                                                               | Nicht nominiert |
| 2016                | 1001 Nacht, Teil 2: Der Verzweifelte      | As Mil e Uma Noites: O Desolado | Miguel Gomes                        | Portugal, Frankreich, Deutschland, Schweiz                             | Nicht nominiert |
| 2017                | Briefe aus dem Krieg                      | Cartas da Guerra                | Ivo M. Ferreira                     | Portugal, Deutschland                                                  | Nicht nominiert |
| 2018                | São Jorge                                 | São Jorge                       | Marco Martins                       | Portugal                                                               | Nicht nominiert |
| 2019                | Peregrinação                              | Peregrinação                    | João Botelho                        | Portugal                                                               | Nicht nominiert |
| 2020                | Land im Sturm                             | A Herdade                       | Tiago Guedes                        | Portugal, Frankreich                                                   | Nicht nominiert |
| 2021                | Vitalina Varela                           | Vitalina Varela                 | Pedro Costa                         | Portugal                                                               | Nicht nominiert |
| 2022                | A Metamorfose dos Pássaros                | A Metamorfose dos Pássaros      | Catarina Vasconcelos                | Portugal                                                               | Nicht nominiert |
| 2023                | Alma Viva                                 | Alma Viva                       | Cristèle Alves Meira                | Portugal, Belgien, Frankreich                                          | Nicht nominiert |
| 2024                | Bad Living                                | Mal Viver                       | João Canijo                         | Portugal, Frankreich                                                   | Nicht nominiert |
| 2025                | Grand Tour                                |                                 | Miguel Gomes                        | Portugal, Italien, Frankreich, Deutschland, Volksrepublik China, Japan | Nicht nominiert |